# Batman: A sötét lovag visszatér
A Batman: A sötét lovag visszatér (eredeti cím: Batman: The Dark Knight Returns) 2012-ben közvetlenül DVD-n kiadott, felnőtteknek szóló amerikai animációs film. A történet Klaus Janson és Frank Miller A sötét lovag visszatér című 1986-os képregényének adaptációja. A főszereplők eredeti hangját Peter Weller, Ariel Winter és David Selby kölcsönzi.
A kétrészes film első része 2012. szeptember 25-én jelent meg. A második részt 2013. január 29-én tették közzé. A két filmet ötvöző bővített kiadás 2013. október 8-én került kereskedelmi forgalomba.

## Cselekmény

### 1. rész
Bruce Wayne, azaz Batman kiöregedett a szakmából, ezért már nem üldözi a gonosztevőket. Az öregkorát unalomban tölti, néha összejön beszélgetni a szintén idős, nyugdíjas életre készülő James Gordonnal.
A városban az utcai bandák okoznak felfordulást. Batman ezért a visszatérés mellett dönt, mert nem bírja tétlenül nézni, ahogy szeretett városát elnyeli a bűnözés. Az első megjelenése nagy feltűnést kelt, mert már sokan elfelejtették, a fiatalabbak pedig csak legendának hitték létezését. Nagy lendülettel veti bele magát az éjszakai életbe, és le is számol a bűnözőkkel. De egy régi ellensége, Harvey Dent is visszatér az utcára. A Mutánsok nevű banda is sok fejtörést okoz Batmannek, vezérük alaposan helyben hagyja a szuperhőst, de annak sikerül túlélnie az incidenst, miután egy fiatal lány megmenti őt. A lányt Carrie Kelleynek hívják, és Robinnak öltözve ő is a világ jobbá tételén dolgozik. Batman szimpatizálni kezd vele, és együtt indulnak el vadászni a gazfickókra.
Jokert egyelőre még elmegyógyintézetben kezelik, de egyre jobban erősödik.

### 2. rész
Batman és Robin sikeresen leszámolt a Mutánsok vezérével, de továbbra sem pihenhetnek, mert Joker kiszabadult az elmegyógyintézetből.
Joker a kórházban rábeszéli kezelőorvosát egy tévészereplésre, ezután elő adásban végez a stúdióban lévőkkel. a városban elszabadul a pokol, amikor összecsap Batmannel. A harc során Joker bevet minden alattomos trükköt, de végül Batman megöli őt.
Eközben az elnök arra kéri Supermant, beszélje rá Batmant önbíráskodó tevékenységének feladására, mert túl nagy kárt okoz. Superman elmegy Batmanhez és arra kéri, többé ne húzza magára a jelmezt, de Batman rá se hederít. Az elnök kiadja a parancsot, és Superman elindul leszámolni Batmannel. Ám a Denevérember alaposan felkészül és nagyon megnehezíti Superman dolgát.

## Szereplők
| Szereplő                        | Eredeti hang                    | Magyar hang                     |
| 1. részben bemutatkozó szereplő | 1. részben bemutatkozó szereplő | 1. részben bemutatkozó szereplő |
| ------------------------------- | ------------------------------- | ------------------------------- |
| Batman / Bruce Wayne            | Peter Weller                    | Kőszegi Ákos                    |
| Robin / Carrie Kelley           | Ariel Winter                    | Nemes Takách Kata               |
| Joker                           | Michael Emerson                 | Láng Balázs                     |
| James Gordon felügyelő          | David Selby                     | Sörös Sándor                    |
| Harvey Dent / Kétarc            | Wade Williams                   | Rosta Sándor                    |
| A polgármester                  | Richard Doyle                   | Orosz István                    |
| Dr. Bartholomew Wolper          | Michael McKean                  | Jakab Csaba                     |
| Mutáns vezér                    | Gary Anthony Williams           | Schneider Zoltán                |
| 2. részben bemutatkozó szereplő |                                 |                                 |
| Selina Kyle / Macskanő          | Tress MacNeille                 | Czirják Csilla                  |
| Alfred Pennyworth               | Michael Jackson                 | Fülöp Zsigmond                  |
| Superman / Clark Kent           | Mark Valley                     | Király Attila                   |
| Oliver Queen                    | Robin Atkin Downes              | Berzsenyi Zoltán                |
| Ronald Reagan elnök             | Jim Meskimen                    | Rosta Sándor                    |

## Fordítás
- Ez a szócikk részben vagy egészben  a   Batman: The Dark Knight Returns (film) című angol Wikipédia-szócikk ezen változatának fordításán alapul.  Az eredeti cikk szerkesztőit annak laptörténete sorolja fel. Ez a jelzés csupán a megfogalmazás eredetét és a szerzői jogokat jelzi, nem szolgál a cikkben szereplő információk forrásmegjelöléseként.